# Idiocera kuwayamai
Idiocera kuwayamai är en tvåvingeart som först beskrevs av Alexander 1926.  Idiocera kuwayamai ingår i släktet Idiocera och familjen småharkrankar. Inga underarter finns listade i Catalogue of Life.